# Ljubiša Broćić
Ljubiša Broćić (serbe: Љубиша Бpoћић) (né le 3 octobre 1911 à Guča en Serbie et mort le 16 août 1995 à Melbourne en Australie) est un entraîneur de football serbe.

## Biographie
Natif de Guča dans l'ancien royaume de Serbie, Ljubiša Broćić a entraîné pas moins d'une quinzaine de clubs et d'équipes nationales dans sa carrière d'entraîneur surtout en Europe et au Moyen et Proche-Orient.
Il fut à la tête de grands et prestigieux clubs européens tels que l'Étoile rouge Belgrade, le PSV Eindhoven, la Juventus Football Club ou encore le FC Barcelone. Il fut également le manager d'Al Nasr Riyad en Arabie saoudite ainsi que du Footscray JUST en Australie.
Il a également entraîné de nombreuses sélections nationales tels que les All White, le Liban, l'Albanie, l'Égypte, le Bahreïn, ou encore le Koweït.
Après des périodes libanaises et égyptiennes au Proche-Orient, il est surtout connu pour avoir entraîné l'équipe piémontaise de la Juventus.

À l'été 1957, il reçoit par lettre une proposition de poste en tant que guide technique du club piémontais, avant d'être officiellement engagé par Umberto Agnelli. Polyglotte, il ne parlait cependant pas l'italien à l'époque et se faisait donc aider de Teobaldo Depetrini.

Broćić dirige son premier match juventino sur le banc le 8 septembre 1957 lors d'une victoire en Serie A 3-2 sur l'Hellas Vérone. Il replace l'attaquant emblématique du club Giampiero Boniperti à un nouveau poste de milieu offensif, sa politique portant dès le départ ses fruits puisqu'il remporte dès sa première saison bianconera le scudetto de 1957-58 (10e du club à l'époque, synonyme de première étoile dorée cousue sur le maillot bianconero).

La tactique de jeu de Broćić à la Vieille Dame était un 5-3-2 très défensif, jouant sur les contre-attaques de la redoutable paire d'attaquants de l'époque Charles-Sivori. Malgré de bonnes prestations plutôt convaincantes, il est licencié lors de la saison suivante après l'élimination du club dès les tours préliminaires lors de la Coupe des clubs champions européens 1958-1959 par le Wiener Sport-Club, précédant la victoire du AC Milan en championnat, et remplacé par son assistant Depetrini,. Au total, Broćić a dirigé 53 matchs sur le banc de la Juve pour 34 victoires.
Il part ensuite en Catalogne chez les blaugrana du FC Barcelone en 1960 mais y reste peu de temps en raison de résultats peu satisfaisants.
Il quitte alors définitivement l'Europe à partir de 1961 et partit entraîner au Moyen-Orient (Bahreïn, Koweït) et en Océanie (où il part vivre jusqu'à la fin de sa vie). Il décède 16 août 1995 à Melbourne en Australie.

## Palmarès
| Albanie - Coupe des Balkans (1) : - Vainqueur : 1946. |  | Juventus - Championnat d'Italie (1) : - Champion : 1957-58. |